# اوتورنقانی (لامپا)
اوتورنقانی (به اسپانیایی: Uturunqani) یک کوه در پرو است که در Peru, Puno Region, Lampa Province واقع شده‌است. اوتورنقانی ۵٬۰۹۲ متر بالاتر از سطح دریا واقع شده‌است.